# بلین لیندگرن
بلین لیندگرن (انگلیسی: Blaine Lindgren; ۲۶ ژوئن ۱۹۳۹ – ۵ اکتبر ۲۰۱۹) ورزشکار دو و میدانی اهل ایالات متحده آمریکا بود.
وی در مسابقات کشوری و بین‌المللی در مجموع برندهٔ ۱ مدال طلا، ۱ مدال نقره شده‌است.